# Panča šíla
Panča šíla jsou zásady vzájemných vztahů mezi Indií a Čínou. Jedná se o pět zásad, které byly převzaty ze základních příkazů pro život buddhistů a byly aplikovány jako všeobecné zásady mírového soužití mezi státy s rozdílnými sociálními a politickými systémy:
1. vzájemné respektování územní celistvosti a svrchovanosti
2. neútočení
3. nevměšování se do vnitřních záležitostí
4. rovnoprávnost a vzájemná výhodnost
5. mírové soužití

Důležitým faktorem pro aktivitu rozvojových zemí a stabilitu v Asii po druhé světové válce byl rozvoj vztahů mezi dvěma největšími zeměmi tohoto kontinentu – Indií a Čínou. O přestávce Ženevské konference o Indočíně a Koreji indický a čínský premiér Čou En-laj a Džaváharlál Néhrú  podepsali koncem dubna 1954 dohodu o obchodních stycích s Tibetem. Význam této dohody, vedle konkrétních ujednání, spočíval především v tom, že v její preambuli byly formulovány zásady vzájemných vztahů mezi těmito dvěma státy, které jsou známy jako panča šíla.
Principy panča šíla byly dále rozvedeny v deseti zásadách, jimiž se měly řídit vztahy mezi státy, které se účastnily konference v Bandungu v druhé polovině dubna 1955.